# Храм Николы Чудотворца у Тверской заставы
Храм святителя Николы Чудотворца у Тверской заставы — старообрядческий православный храм в Тверском районе Москвы, на площади Тверской заставы. Относится к Московской епархии Русской православной старообрядческой церкви.
Возведение храма начато в 1914 году, освящён в 1921. После войны в нём находились художественные мастерские. Передан общине в 1990-е годы, с 1995-го возобновили службы.

## История
В XIX веке на месте Никольской церкви находилась деревянная часовня и старообрядческая моленная. Предположительно, её построили в 1815 году на деньги купца Николы Дмитриевича Царского, в честь которого она получила неофициальное название «Царской моленной». Позднее участок перешел к Рахмановым, и образовавшаяся община стала именоваться «рахмановской». В 1870-х годах у часовни появился престол, и в 1905 году её преобразовали в храм, когда старообрядцам разрешили легально строить свои церкви.
Первый проект храма выполнил архитектор Иван Кондратенко в 1908-м по заказу И. К. Рахманова. Городская управа утвердила проект, но по неизвестным причинам строительство было отложено. Через шесть лет для разработки нового проекта община наняла другого архитектора — Антона Гуржиенко. Храм выполнен в неорусском стиле, ориентированном на раннее новгородское зодчество и похож на Спас на Нередице в Великом Новгороде. Внутри он бесстолпный (в проекте Кондратенко предполагался шестистолпный), к храму пристроена шатровая колокольня, которая имитирует новгородские звонницы, фасады украшены кирпичным декором, характерным для северной архитектуры.
Во время Первой мировой войны строительство замедлилось, но не остановилось. Средства на него жертвовали старообрядцы Сергей Морозов, Екатерина Васильева Шерупенкова, П. В. Иванов, А. Е. Русаков. Строительство завершилось в 1915 году, а освятили храм в 1920, когда завершилась отделка интерьеров. В то время возле Тверской заставы существовали ещё два, снесенных позже, храма — Александро-Невский собор на Миусской площади и Крестовоздвиженский храм при Ямских училищах.
В 1940—1941 года в церкви проводили богослужения, до начала Великой Отечественной войны в её подвале была моленная адвентистов седьмого дня. С тех пор некоторые иконы храма хранятся в Музее истории религии, а колокола — в храме «Большое вознесение» у Никитских ворот. Внутри храма в военное время находился склад московской противовоздушной обороны, а после — мастерская скульптора Сергея Орлова, который создал здесь памятник Юрию Долгорукому. Затем в церкви работала мастерская художественно-производственного комбината имени Вучетича. В 1989 году мастерскую вывезли, а в храме планировали открыть концертный зал.
Первый молебен в приделе Ильи Пророка состоялся в 1995 году, и начался процесс передачи постройки старообрядческой общине. В 2000-х годах историческую застройку рядом с храмом уничтожили и её место заняли многоэтажные здания новой архитектуры.

## Современность
В храме используют электричество только в подсобных помещениях, а во время богослужения горят лампады и свечи. Древних икон в нём нет, самая старинная — святых Зосимы и Савватия — относится к XIX веку. При храме работает самая крупная в Москве старообрядческая книжная лавка.
В 2009 году храм отреставрировали: отремонтировали фасад и кровлю, установили два новых креста: большой — на главный купол, второй — на колокольню.
На 2017 год настоятелем храма является иерей Алексей Лопатин, диакон — Василий Трифан, председатель общины — Александр Васильевич Антонов.

## Галерея

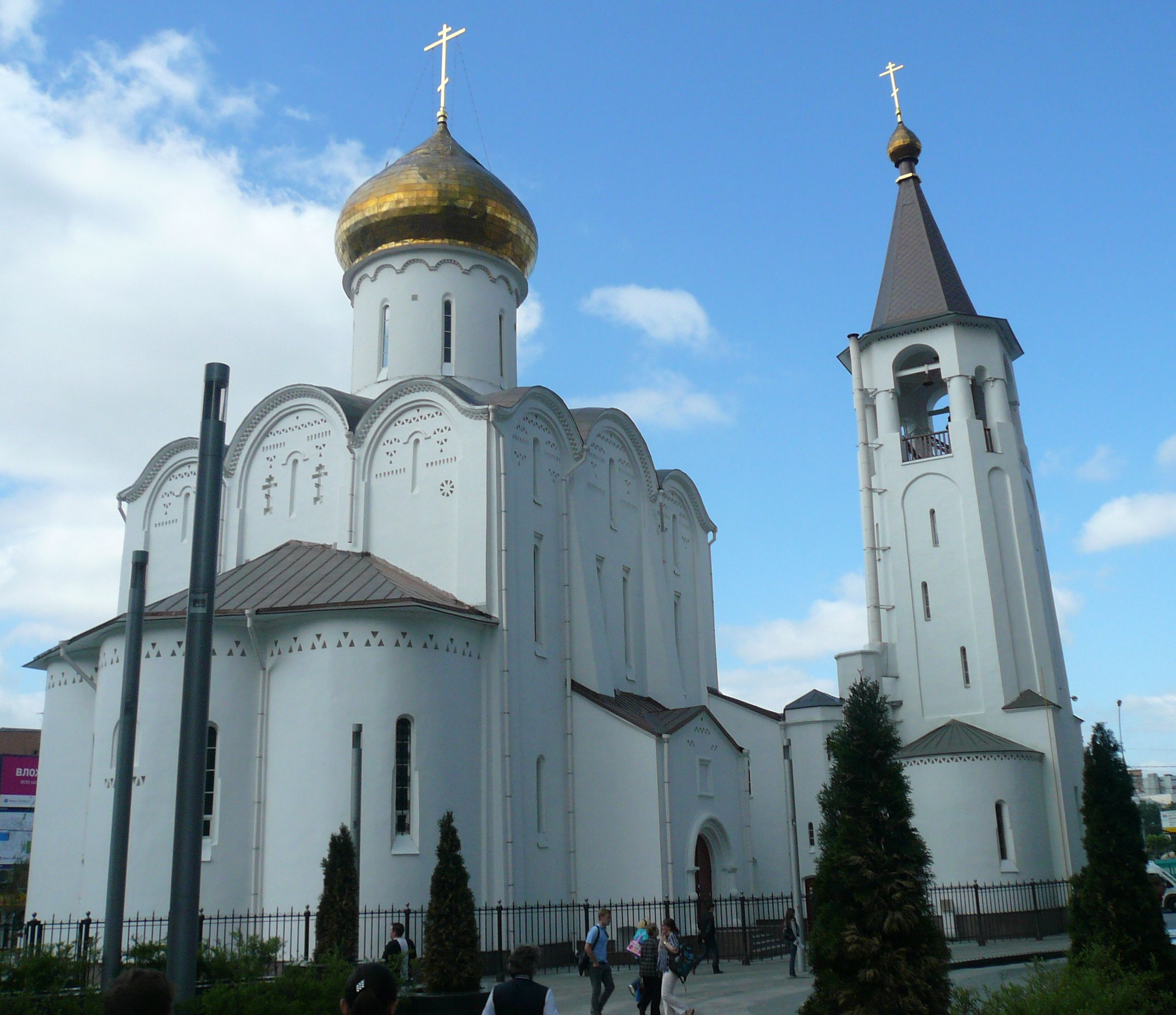
Храм Николы Чудотворца у Тверской заставы, 2010 год
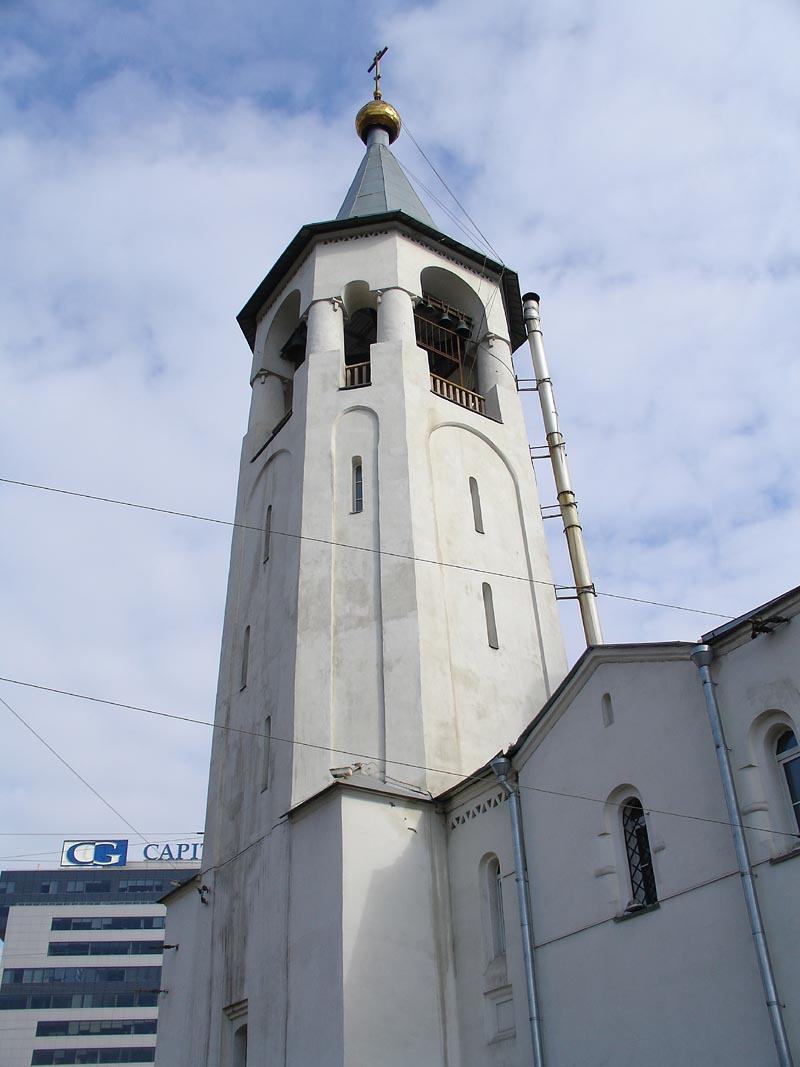
Колокольня храма, 2007 год
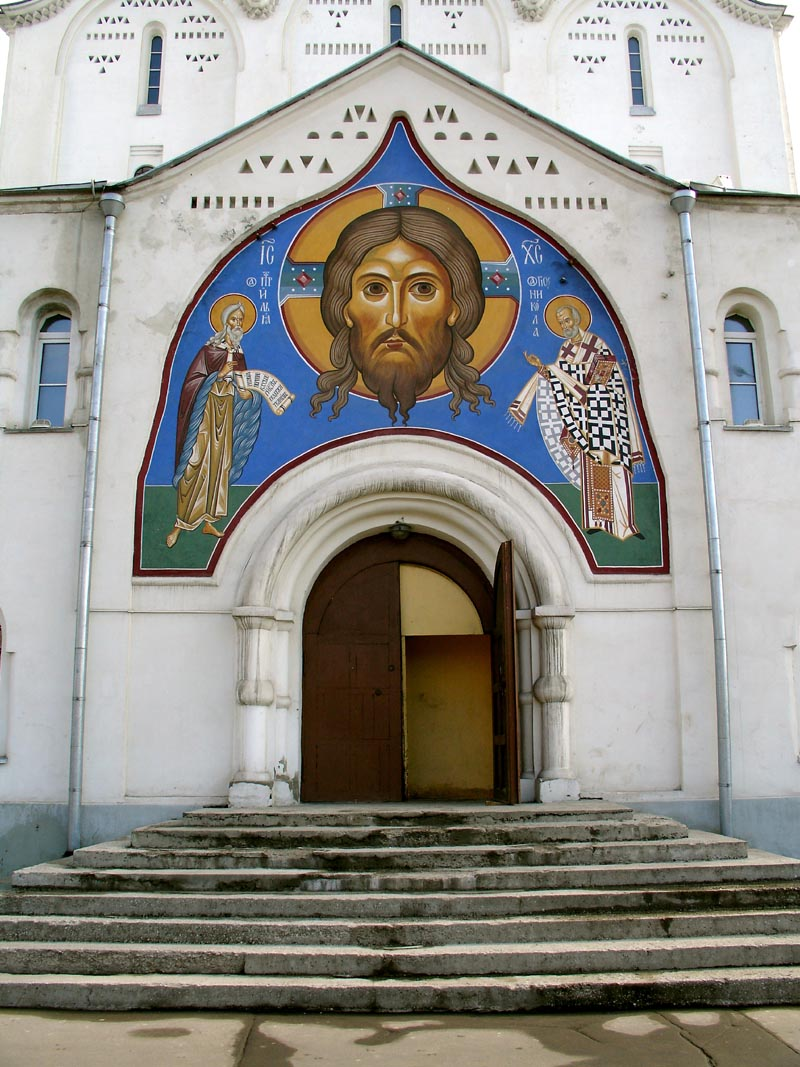
Роспись над северным порталом, 2007 год
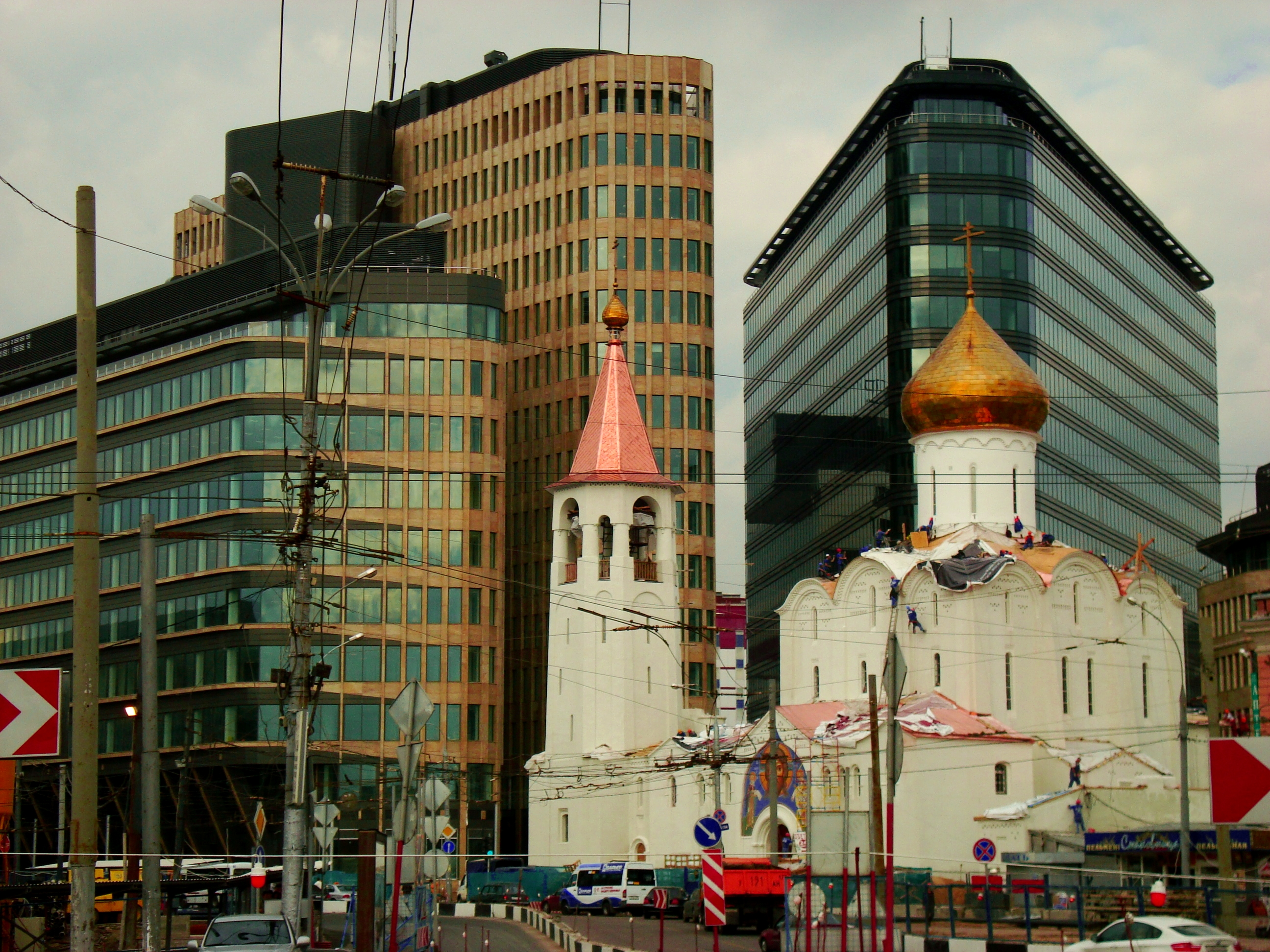
На фоне офисного центра «Белая площадь», 2009 год

## Духовенство
- Настоятель храма — иерей Алексей Лопатин[4]